# Nimbus Mono L
Nimbus Mono L（略称Nimbus Mono）是由德国字体公司URW++于1984年开发的一款等宽西文字体。1996年，该款字体以GNU通用公共许可证授权发布，同时以AFPL协议授权发布适用于Ghostscript的PostScript字体。2009年，该字体又以LaTeX项目公共许可证授权发布。因此Nimbus Mono L是一款自由的字体，故很多Linux发行版中都有预安装这款字体。
Nimbus Mono L字体家族包含了标准和粗体两种不同粗细的字重，加上斜体，该字体家族便共包含四种字型，分别是正体、斜体、粗体和粗斜体。从外观上看，它和Courier字体很相似，同属粗衬线体。